# Brahestads kyrka
Brahestads kyrka är en kyrkobyggnad i den finländska staden Brahestad. Den tillhör Brahestads församling i Uleåborgs stift inom Evangelisk-lutherska kyrkan i Finland.

## Kyrkobyggnaden

### Den gamla kyrkan 1655 - 1908
Brahestads gamla kyrka byggdes på den högsta kullen i Brahestad 1655. Den var en typisk 1600-tals långkyrka i trä. Kyrkans höga torn fungerade också som sjömärke. Kyrkan brädslogs ganska snabbt efter att det stod klar. 
Då kyrkan stod klar kallade stadens borgmästare Henrik Corte träsnidaren Mikael Balt från Åbo att göra predikstolen. Predikstolen blev klar samma år. Enligt traditionen hade Per Brahe sänt ekvirket för predikstolen. När kyrkan brann förstördes också predikstolen, men den nya kyrkan fick en kopia av den. Under åren 1666–1673 återkom Balt och prydde kyrkan med flera skulpturer. Skulpturerna placerades i huvudsak högt uppe i kyrkan.
Kyrkan grundrenoverades 1884 invändigt med ljusmålade bräder. Balts skulpturer putsades och målades på nytt. Men man ansåg att de inte passade in i den förnyade kyrkan och de förpassades till lager i klockstapeln, därför räddades de också undan kyrkbranden. Skulpturerna och en av landets äldsta fattiggubbar flyttades efter branden till Brahestads museum. Där har man numera inrett ett rum med dessa och gjort det till ett litet kyrkomuseum.
Kyrkan förstördes i en brand år 1908.

### Ny kyrka 1909-
Kyrkan rymmer cirka 1000 personer och kyrktornet är 52 meter högt. Kyrkan renoverades 1972, och 1996 förnyades taket.
Den nuvarande kyrkan i Brahestad är byggdes 1909–1912 och invigdes den 3 mars 1912. Den ritades och byggdes av Josef Stenbäck. Det fanns ursprungligen sittplatser för 1 200 personer, men sittplatserna har vid senare reparationer minskats med några bänkar. Tornets höjd är 52 meter. Kyrkan är byggd av kvadersten av granit, vilken mestadels hämtats från öarna utanför Brahestad.
Då kyrkan planerades skall stadsborna ha sagt att de byggde en kyrka som aldrig skulle brinna. Takkronorna är smidda av Brahestadsbon och konstsmeden A.F. Westman och påminner om en fartygsreling och är således passande för en gammal sjöfartsstad. Predikstolen är tillverkad efter samma mall som den i ek som gick till spillo vid eldsvådan 1908.
Altartavlan är av Eero Järnefelt från år 1926. Han gjorde utkastet till den i Helsingfors och elever från Helsingfors universitets gymnastikinrättning stod som modeller. Det egentliga måleriarbetet utfördes i Paris, varifrån konstnären företog två resor till Italien för att studera färgvalörer. Konstnären har givit tavlan namnet Vaknande hopp och nyckelfiguren är den unge Filippos som står i fören av båten och på vars anlete avspeglar sig häpnad och spirande hopp om en annalkande räddning, ty Filippos, som uppsprungit från sin plats ser detsamma som den stående Jesus: vid horisonten kan man skönja stormens avtagande. Järnefelt har bara målat fem altartavlor, förutom i Brahestad även i Johanneskyrkan i Helsingfors.

## Kyrkparken
I kyrkparken finns minnesmärken från tre krig: ett för den i slaget vid Pyhäjoki den 16 april 1808 (i Finska kriget 1808 - 1809) sårade svenska översten Herman Fleming, som fyra dagar senare dog i militärsjukhuset i Brahestad. Han var född den 12 maj 1763 och blev knappt 45 år gammal. Detta minnesmärke, rest av hans hulda maka, står sett från kyrktrappan till vänster om stoden från Finska inbördeskriget år 1918. I mitten står minnesmärket från de två senaste krigen. Vinterkrigets hjältar ligger på vänstra och fortsättningskrigets hjältar på högra sidan om minnesmärket. Kyrkparken har för övrigt ytterligare två gravstenar och fyra hällkistor, alla med text på svenska. Hällkistorna låg ursprungligen i den nedbrunna träkyrkan.

## Inventarier
- Altartavlan med motivet "Jesus i stormen" målades 1926 av den berömde finländske konstnären Eero Järnefelt.
- Kyrkans orgel är gjord av Kangasala orgelbyggeri 1970.

## Bilder

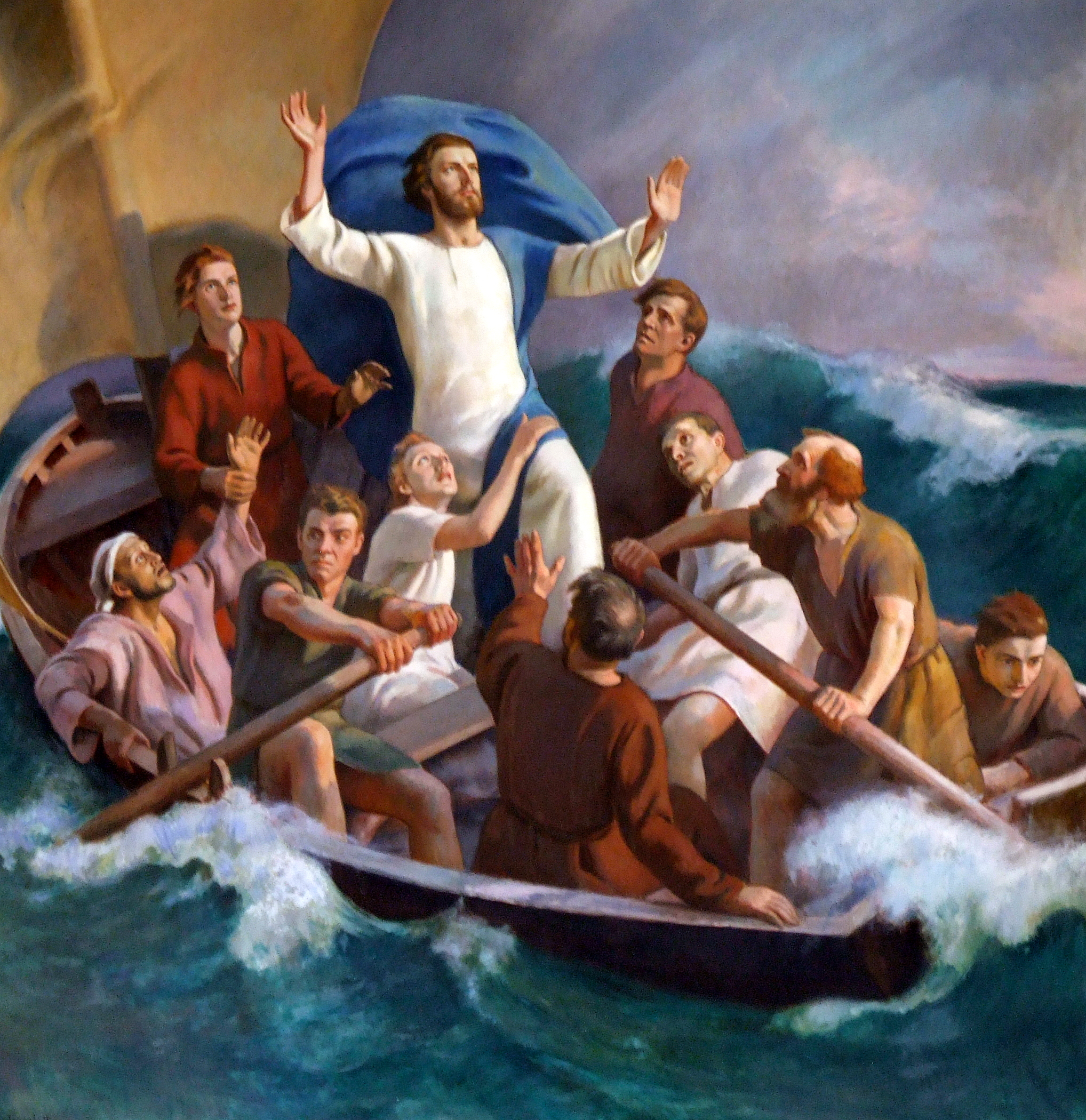
Eero Järnefelt, Med Jsus i stormen, 1926.
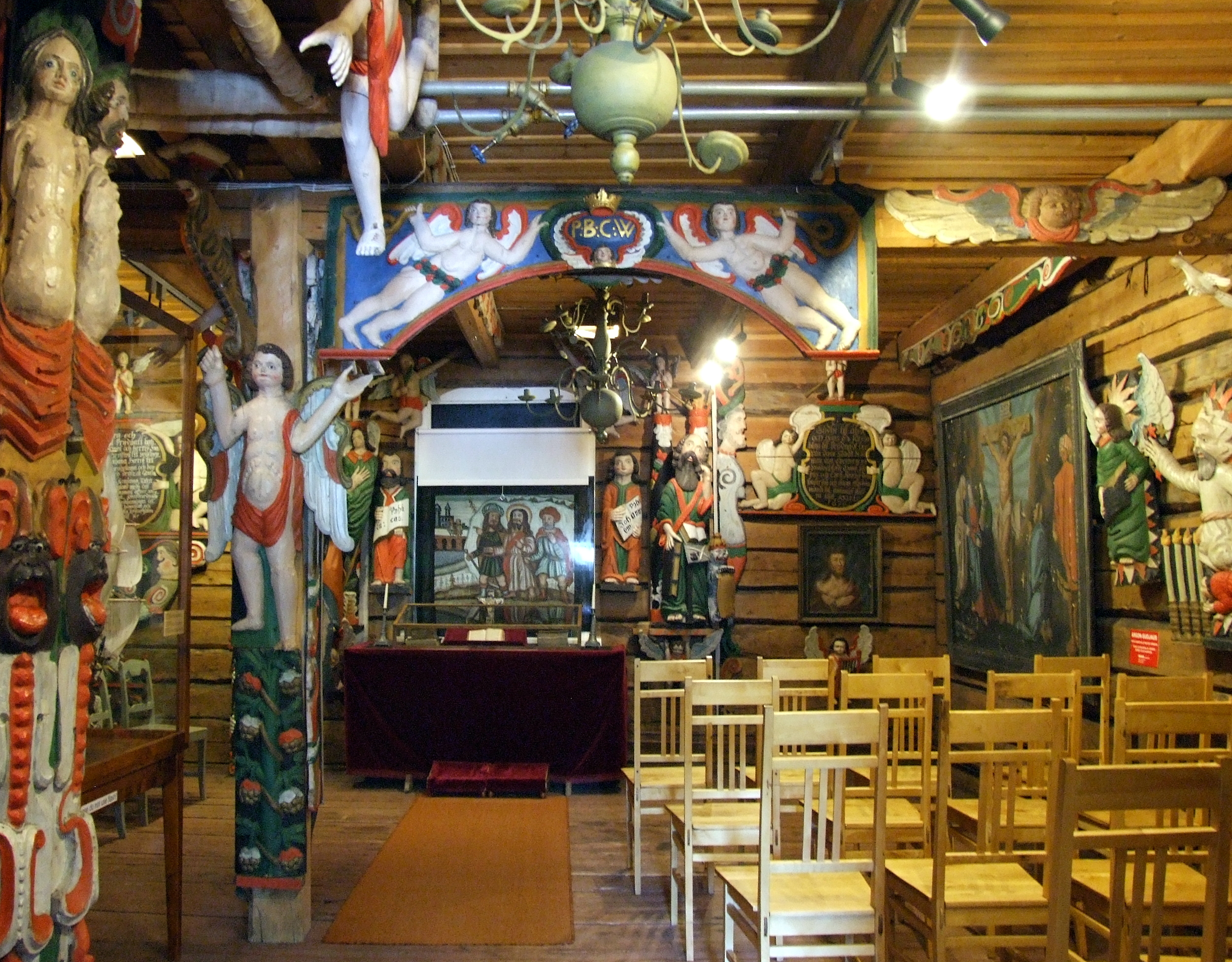
Gamla kyrkans utsmyckning.
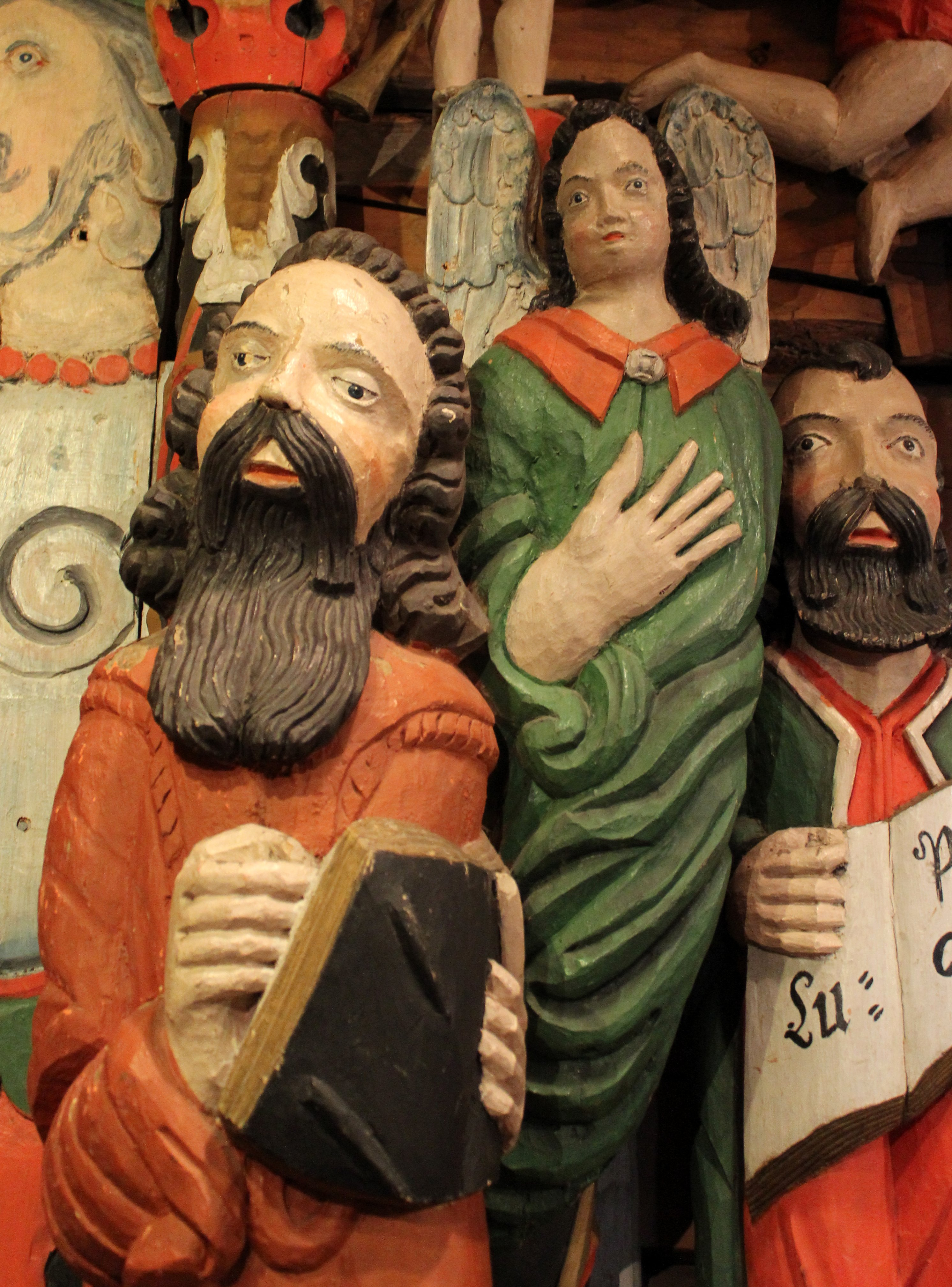
Mikael Balt, De gamla sniderierna från c. 1669-1673.
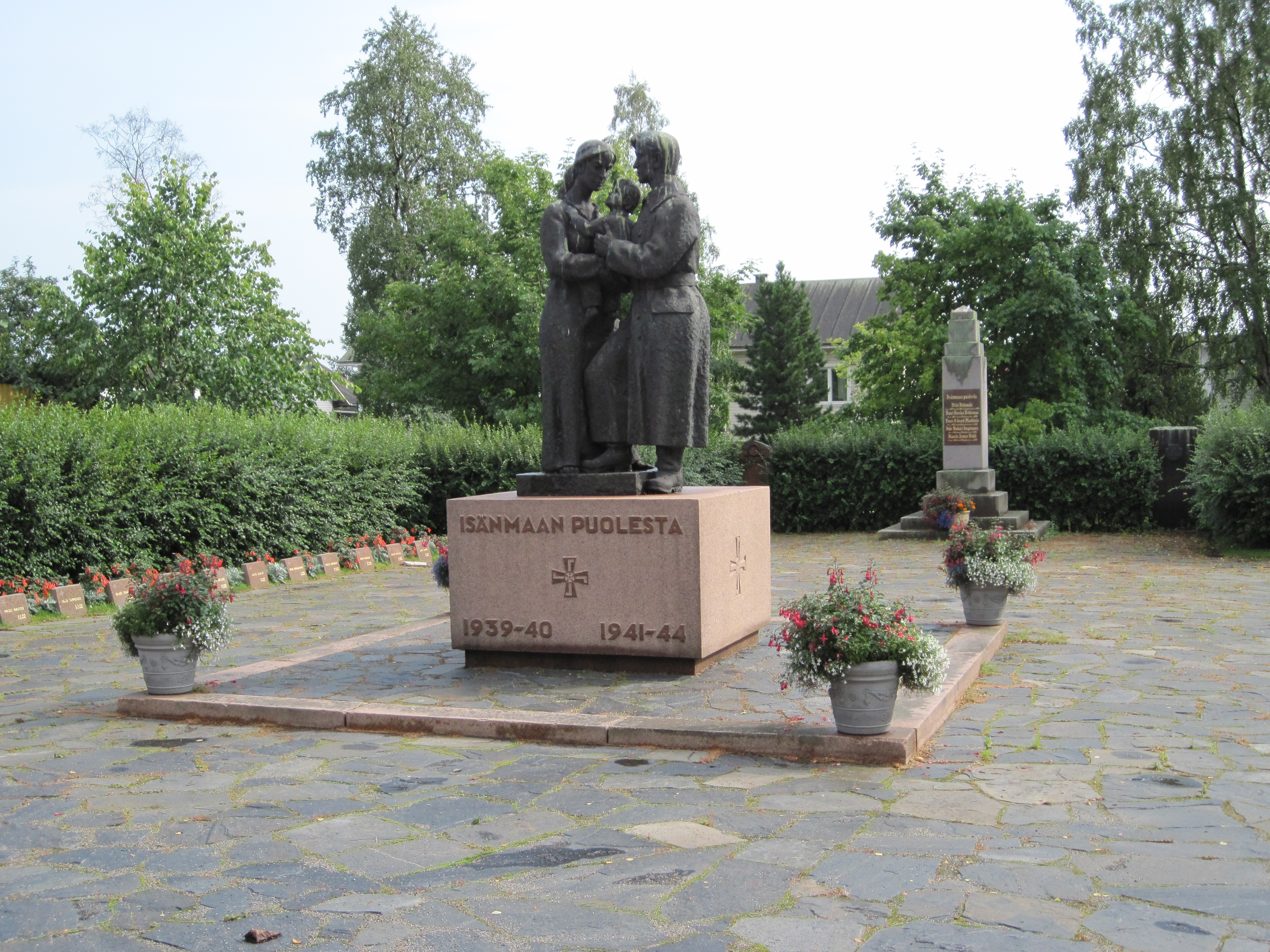
Brahestads kyrka, hjältegravarna.
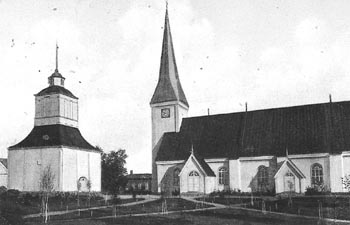
Brahestads gamla från 1655, brann 23 juli 1908.